# Hyperbaenus laminatus
Hyperbaenus laminatus is een rechtvleugelig insect uit de familie Gryllacrididae. De wetenschappelijke naam van deze soort is voor het eerst geldig gepubliceerd in 1934 door Ander.